# Université Paris Sciences et Lettres
A Université Paris Sciences et Lettres, rövidítve PSL), alternatív nevén Université de recherche Paris Sciences et Lettres Párizsban működő egyetem és kutatóintézet.
Az PSL széles körben ismert a tudomány és a technika területén, és több más téren, így például menedzsment és közgazdaságtan.